# George (gemeente)

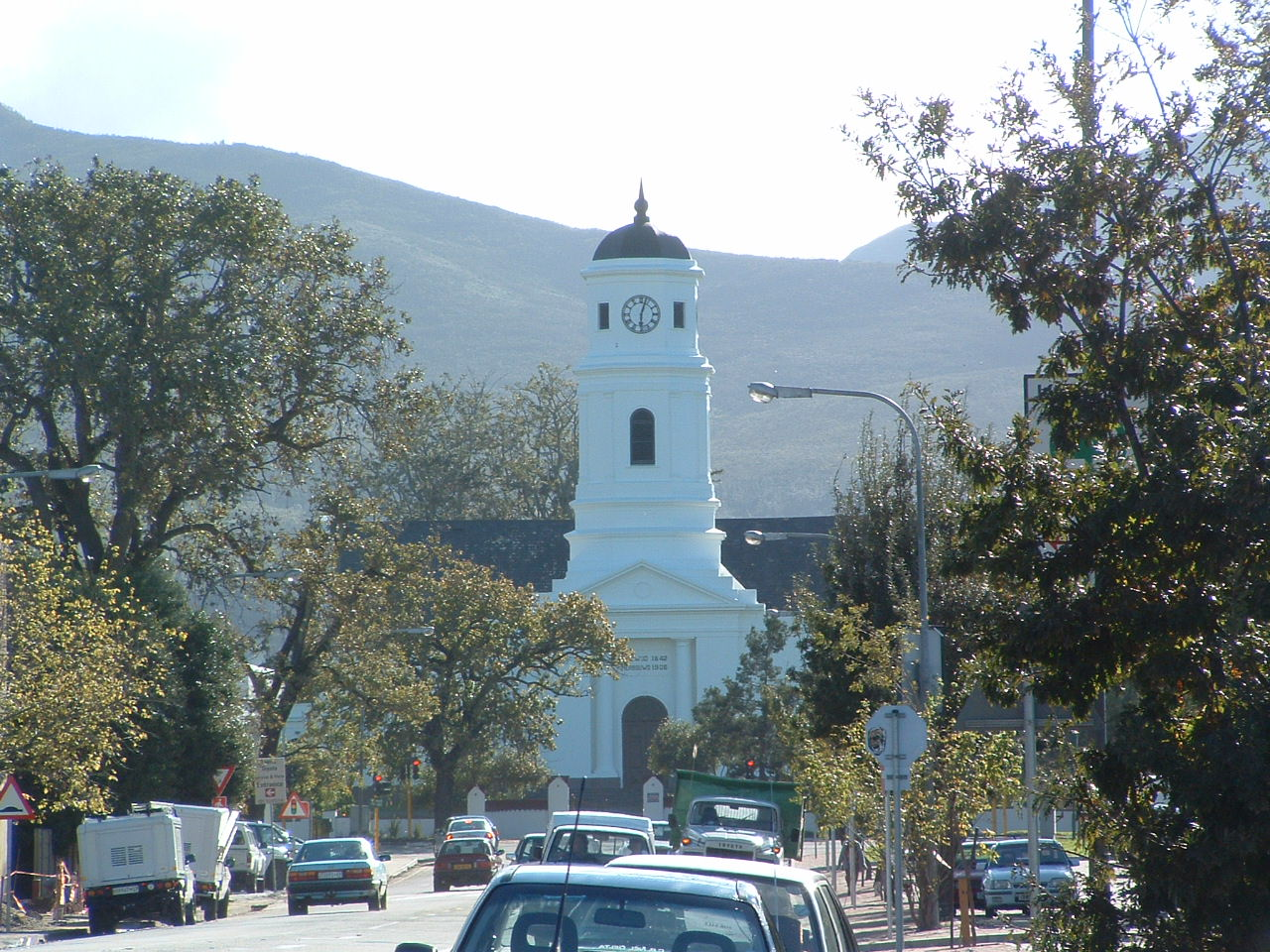
Nederduits Gereformeerde Kerk te George

George (officieel George Plaaslike Munisipaliteit) is een Zuid-Afrikaanse gemeente aan de zuidelijke rand van de Outeniquabergen.
De hoofdplaats van de gemeente is de gelijknamige stad George. De gemeente heeft 193.672 inwoners en ligt in het Zuid-Afrikaanse district Tuinroute in de provincie West-Kaap.

## Ligging
George ligt niet zo ver van de kust af en op ongeveer 300 km ten oosten van Kaapstad aan de bekende Tuinroute. Tezamen met de gemeente Mosselbaai vormt George het economische hart van de Tuinroute. Het heeft een luchthaven met rechtstreekse verbindingen met Kaapstad en Johannesburg. In de omgeving van George zijn er toeristische trekpleisters zoals het struisvogeldorp Oudtshoorn en Knysna met zijn lagune.
George is bekend om zijn uitstekende golfbanen en de historische Montagu-Pas over de Outeniquabergen (geopend in 1847).

## Hoofdplaatsen
George is op zijn beurt nog eens verdeeld in 14 hoofdplaatsen (Afrikaans: nedersettings) en de hoofdstad van de gemeente is de gelijknamige hoofdplaats George.
- Bergplaas
- Blanco
- George
- Haarlem
- Herold
- Heroldsbaai
- Hoekwil
- Kleinplaat
- Pacaltsdorp
- Rondevlei
- Uniondale
- Victoriabaai
- Wildernis
- Wildernis-Oos

## Landbouw
George staat bekend als het hart van de Tuinroute. In deze buurt wordt de meeste hop van Zuid-Afrika gekweekt. Met zijn mediterrane klimaat en voldoende regen gedurende het hele jaar is de omgeving uiterst geschikt voor de aanplanting van dit belangrijke bestanddeel in het bierbrouwproces. In Knysna staat de 'Mitchell's Brewery' die onder andere gebruikmaakt van deze hop.

## Onderwijs
In de gemeente George bevindt zich de bosbouwschool Saasveld Forestry College. Tegenwoordig maakt deze deel uit van de Nelson Mandela-universiteit, die haar hoofdvestiging in Port Elizabeth heeft.